# Коцебу-Пиллар-фон-Пильхау, Фёдор Карлович
Граф Фёдор Карлович (Теодор) Коцебу-Пил(л)ар-фон-Пильхау (нем. Theodor Kotzebue-Pilar von Pilchau; 5 июля 1848 — 7 августа 1911, мыза Мекс, Эстляндская губерния) — русский военачальник, генерал от кавалерии (1910), помощник начальника (вице-губернатор) Терской области (1898—1904), ростовский градоначальник (1904—1905).

## Происхождение и семья
Родился в 1848 году. Выходец из остзейского немецкого баронского рода Пилар фон Пильхау. Сын генерал-лейтенанта Карла Фёдоровича Пилара фон Пильхау (1791—1861) и княжны Екатерины Николаевны Кудашевой (1811—1872), дочери участника Отечественной войны 1812 года, командира одного из летучих отрядов, генерал-майора князя Н. Д. Кудашева и внучки фельдмаршала М. И. Кутузова. Племянник генерал-лейтенанта Густава Фёдоровича Пилара фон Пильхау (1793—1862). 
Сам Фёдор Карлович взял в жёны фрейлину двора Александру Павловну Коцебу (1849–1884), дочь генерала от инфантерии и варшавского генерал-губернатора Павла Евстафьевича Коцебу (1801—1884) и внучку прусского драматурга Августа фон Коцебу. В 1874 году Павел Евстафьевич Коцебу получил графский титул, но у него не было сыновей. Поэтому уже в 1878 году, по его прошению, царь Александр II дал разрешение на то, что зять графа Павла Евстафьевича Коцебу, барон Фёдор Карлович Пилар-фон-Пильхау унаследует его фамилию и титул и будет именоваться графом Фёдором Карловичем Коцебу-Пиллар-фон-Пильхау.
Сын — Дмитрий Фёдорович Коцебу-Пилар фон Пильхау (1872—1939), камер-юнкер, дипломат, после революции жил в Эстонии.

## Военная служба

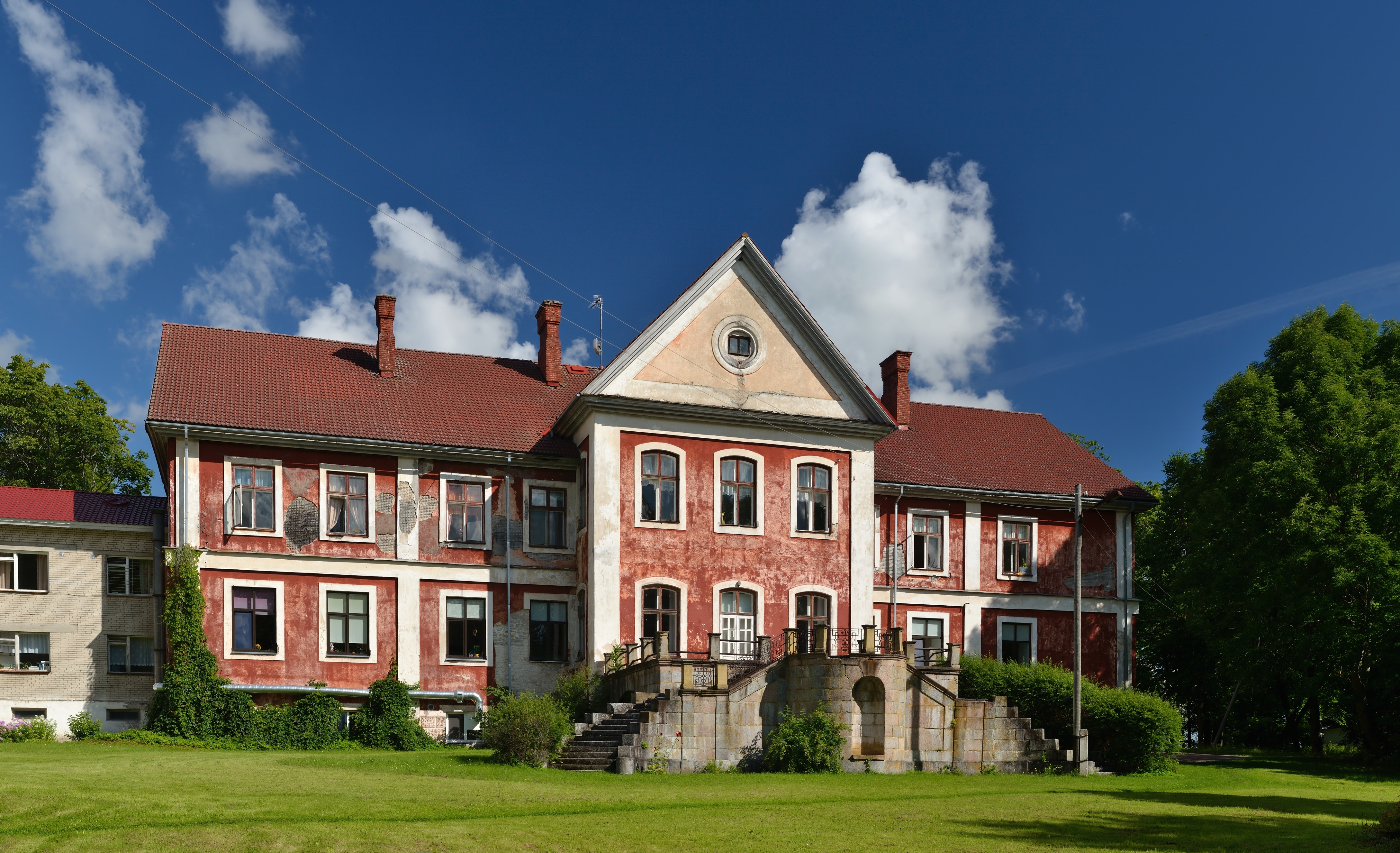
Главное здание усадьбы Мекс (Равила) в наши дни.

В 1866 году поступил на службу в русскую армию. В 1872 году был произведён в поручики 7-го гусарского Белорусского полка. Принимал участие в Русско-турецкой войне 1877—1878 годов, за отличие был произведён в чин штабс-капитана и награждён золотым оружием с надписью «За храбрость» (1878). В 1888 году был произведён в полковники, а десять лет спустя — в генерал-майоры. в 1904 году недолгое время занимал пост градоначальника Ростова-на-Дону. Затем был последовательно произведён в генерал-лейтенанты (1905) и в генералы от кавалерии (1910; при отставке). В отставке проживал в своём родовом поместье Мекс в Эстляндской губернии (ныне Эстония), где скончался в 1911 году.
Выжившие во время кровавых событий революции 1917 года и Гражданской войны потомки, по большей части, вынуждены были эмигрировать.